# Elusa gigantea
Elusa gigantea är en fjärilsart som beskrevs av Louis Beethoven Prout 1926. Elusa gigantea ingår i släktet Elusa och familjen nattflyn. Inga underarter finns listade i Catalogue of Life.